# 尾崎かおり
尾崎 かおり（おざき かおり、1976年3月24日 - ）は、日本の漫画家。血液型はB型。
1993年、『月刊ウィングス』（新書館）でデビュー。

## 作品リスト
- ナイフ（短編集）
- ピアノの上の天使（新書館、1995年 - 1998年、全2巻）
- メテオ・メトセラ（新書館、1999年 - 2011年、全11巻）
- 神様がうそをつく。（『月刊アフタヌーン』2013年5月号 - 9月号、全1巻）
- 人魚王子（新書館、2015年、全1巻）
- 金のひつじ（『月刊アフタヌーン』2017年11月号 - 2019年4月号、全3巻）
- 犬とサンドバッグ（『月刊!スピリッツ』2022年7月号[2] - 2023年9月号[3]、既刊1巻）